# François de Coligny d'Andelot
Pour les autres membres de la famille, voir Maison de Coligny.
Ne doit pas être confondu avec François de Coligny.
 (décembre 2018).
François d'Andelot de Coligny seigneur d'Andelot dans le Revermont, né à Châtillon-sur-Loing le 18 avril 1521 et mort à Saintes le 27 mai 1569, est l'un des principaux chefs huguenots pendant les guerres de Religion. Il est le frère cadet d'Odet, cardinal de Châtillon, et de l'amiral de Coligny. Ne pas le confondre avec son neveu François, fils de l'Amiral.

## Biographie
François d'Andelot est le premier de la famille de Châtillon-Coligny à avoir adopté la Réforme et s'en montra un des plus zélés défenseurs. Il est le fondateur de l'église calviniste de Vitré qui, dès 1560, est pourvue d'un pasteur résidant.

### Les guerres d’Italie
En 1543, il fait ses premières armes en Picardie avec son frère Gaspard. Il part ensuite combattre en Italie et se distingue à la bataille de Cérisoles. Le comte d'Enghien l'arme chevalier sur le champ de bataille. En 1547, il est nommé inspecteur général de l'infanterie et commande les troupes envoyées en Écosse pour soutenir les droits de Marie Stuart. En 1551, la guerre ayant éclaté de nouveau en Italie, il y retourne et s'enferme dans la ville de Parme, assiégée par Charles Quint. Il est capturé au cours d'une sortie en 1555 et conduit au château de Milan où il reste prisonnier jusqu'à la trêve de Vaucelles en 1556.

### Conversion au protestantisme
Dans sa prison, il lut des livres qu'on lui procurait du dehors et qui le confirmèrent dans les doutes où ses conversations avec des protestants l'avaient jeté au sujet de la religion.
À son retour en France, il remplace l'amiral de Coligny dans sa fonction de colonel-général des Bandes françaises ; la guerre est déclarée presque en même temps à l'Espagne. Chargé de conduire des secours à l'amiral qui défendait Saint-Quentin, il se trouve enfermé dans cette place, contribue à en prolonger le siège et ne se rend que lorsque accablé par le nombre des ennemis qui pénétraient dans la ville par les brèches faites aux remparts, toute résistance aurait été inutile. Il parvient à s'échapper du camp des Espagnols et rejoint l'armée devant Calais. Il s'y conduit si vaillamment que le duc de Guise, qui ne portait pourtant pas les Coligny dans son cœur, déclare, selon Brantôme, que, pour conquérir un monde de places, il lui suffirait d'avoir d’Andelot, Strozzi et d'Estrées.
En 1558 également, alors qu'il est venu inspecter les défenses des côtes de la Bretagne, il convoque la noblesse de la province au château de la Bretesche (sur les terres de son épouse Claudine de Rieux) pour écouter un pasteur. En quelques semaines, des dizaines de familles nobles bretonnes du pays de la Vilaine se convertissent au protestantisme.
D’Andelot revient à Paris où les Guise, jaloux de sa faveur auprès du roi Henri II, le desservent en rapportant certains discours qu'il avait tenus sur la religion. Le roi le fait appeler, et en ayant confirmation, entre dans une grande colère, le fait arrêter et conduire au château de Melun, où il reste jusqu'à ce que le connétable Anne de Montmorency, son oncle, eût obtenu sa grâce. D’Andelot entraîna ses frères dans le parti de la Réforme.

### Guerres de religion

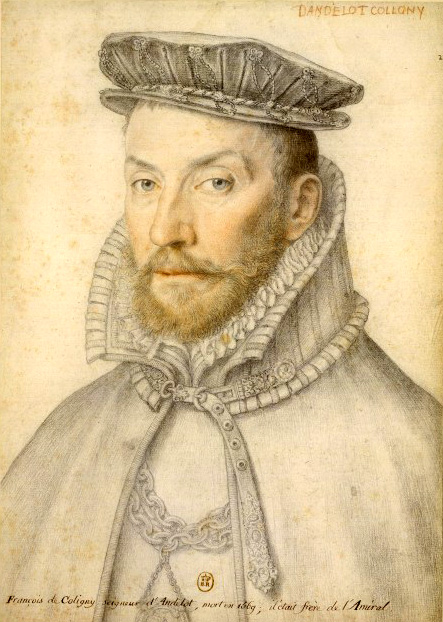
Atelier de François Clouet, Portrait de François d'Andelot de Coligny, Paris, BnF.

Lorsque la première guerre de religion éclate, il est parmi les premiers à rejoindre Louis, prince de Condé, nommé chef des protestants. François voit sa place de colonel-général confisquée au profit du duc de Randari. Bien que souffrant de la fièvre, il combat à la bataille de Dreux en 1562. L'année suivante, il défend Orléans lors du siège de la ville par les troupes de François, duc de Guise. Le siège est levé à la suite de l'assassinat du duc.
La paix le rétablit dans ses emplois mais, malade, il ne peut participer au siège du Havre (1563) où catholiques et protestants joignent leurs forces contre les troupes anglaises.
François est considéré, avec Louis de Condé, l'amiral de Coligny et Guyonne XVIII de Laval, comme l'un des instigateurs de la « surprise de Meaux » en 1567, tentative malheureuse des huguenots pour se saisir du roi Charles IX et de la reine mère Catherine de Médicis.
Les protestants reprennent les armes, et François d'Andelot dirige un régiment lors du siège de Chartres de 1568 conduit par Condé,. Il se retira alors dans ses terres de Bretagne, et comme il se fiait peu à la parole de la reine, il lève des troupes à la tête desquelles il se rendit depuis Vitré en Anjou, lorsqu'il vit la guerre prête à recommencer. Il passe la Loire, pénètre dans la Saintonge, s'empare de plusieurs villes, et se trouve à la bataille de Jarnac où il recueille une partie des débris de l'armée protestante avant de se retirer à Saintes. Il y est pris d'une fièvre violente, dont il meurt le 27 mai 1569. Les protestants attribuèrent sa mort au poison. Les propos du chancelier de Birague, selon lesquels cette guerre finirait non par les armes, mais par « les cuisiniers », purent susciter des soupçons.
D’Andelot, capitaine vaillant et habile, n'avait ni la prudence ni la modération de son frère l'amiral, avec lequel il vécut cependant toujours très uni.
Dans le tome 16 des Vies des hommes illustres de France, se trouve celle de d’Andelot par l'abbé Pérau.

## Unions et descendance
- Marié le 9 décembre 1548 (Saint-Germain-en-Laye) à Claudine de Rieux, dame de la Roche-Bernard, de Rieux et de Rochefort, héritière de Laval en tant que petite-fille de Guy XVI, dont :
- Marguerite de Coligny d'Andelot (née le 28 février 1554 à Milan),
mariée à Julien de Tournemine, seigneur de Montmoreal,
- Paul de Coligny dit Guy XIX de Laval, (13 août 1555, Italie-15 avril 1586, Taillebourg), comte de Laval, de Montfort, d'Harcourt, et baron de Quintin, Epoux d'Anne d'Alègre et père de Guy XX de Laval-Coligny (1585-1605),

- François II de Coligny d'Andelot (23 août 1559-9 avril 1586), seigneur de Rieux,

- Marié le 27 août 1564 à Anne, fille de Jean, comte de Salm, dont :
- François III de Coligny d'Andelot, seigneur de Tanlay,

- Benjamin de Coligny d'Andelot (mort le 7 avril 1586), seigneur de Sailly et seigneur de Courcelles-au-Bois,

- Anne de Coligny d'Andelot, dame de Tanlay, de Sailly et de Courcelles-au-Bois,
mariée en 1574 à Jacques Chabot (mort en 1630), marquis de Mirebeau, fils de François Chabot, lui-même fils cadet de l'amiral Philippe Chabot,
- Susanne de Coligny d'Andelot,
mariée à Guillaume de Poitiers-Vadans, baron d'Outre (rameau des Poitiers-Saint-Vallier).